# Sydney Parkinson
Pour les articles homonymes, voir Parkinson.

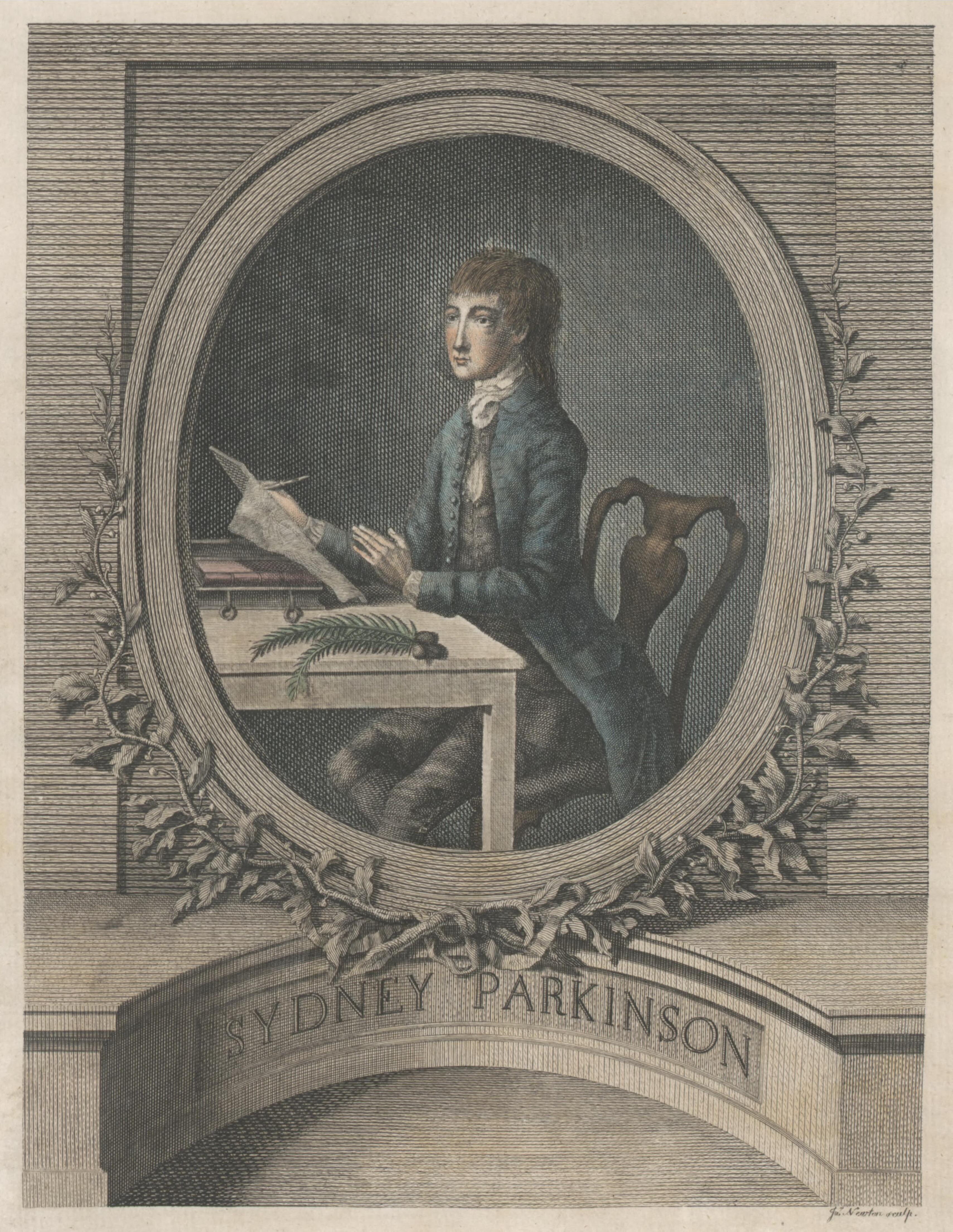
Sydney Parkinson

Sydney Parkinson, né vers 1745 à Édimbourg et mort le 26 janvier 1771 dans l'océan Indien, est un illustrateur naturaliste écossais. Il est le premier artiste européen à s'être rendu en Australie, en Nouvelle-Zélande et à Tahiti.

## Biographie

### Jeunesse
Sydney Parkinson est né vers 1745 à Édimbourg, en Écosse. Il est le fils de Joel Parkinson, un brasseur et un quaker, et d'Elizabeth Parkinson (1698-1771),. Il a un frère, Stanfield (1732-1776), et une sœur, Britannia. Leur père meurt en 1749 et le naturaliste John Fothergill (1712-1780), ami de la famille, fait alors venir le jeune Stanfield à Londres.
Plus tard, pour faire face aux difficultés économiques dans lesquelles la mort du père a plongé sa famille, Sydney entrera en apprentissage chez un marchand de draps. Cependant sa véritable passion, incomprise des siens, est le dessin de plantes,,. En 1767, il se rend à Londres pour étudier la botanique. Il enseigne le dessin à Ann Lee, la fille du pépiniériste James Lee, et lui léguera son matériel de dessin à sa mort. Il y est également employé par Joseph Banks (1743-1820) pour dessiner les spécimens rapportés de Terre-Neuve,.

### Voyage avec James Cook

#### Déroulement
Banks recommande Sydney Parkinson à James Cook (1728-1779) comme dessinateur pour son premier voyage autour du monde,. Lors de cette expédition, il réalise un remarquable travail, tant sur la botanique que sur la description des peuplades. Il réalise environ 1300 illustrations des spécimens trouvés par Joseph Banks et Daniel Solander et compile des listes de vocabulaire des indigènes à Tahiti et en Australie,,. Il doit travailler dans des conditions difficiles, dans une petite cabine au milieu de nombreux animaux et plantes. A Tahiti, des nuées de mouches boivent l'eau des aquarelles pendant qu'il travaille. C'est également là que décède l'autre illustrateur de l'expédition, Alexander Buchan, dont il doit reprendre les tâches de dessin des paysages,. A Tahiti toujours, il se fait tatouer, un fait alors extrêmement rare pour un Européen,. En Nouvelle-Zélande et en Australie, il est le premier européen à peindre des aborigènes après les avoir observés lui-même,. Il est également le premier à peindre un paysage australien.
Atteint par les fièvres, il meurt en mer, dans l'océan Indien, après avoir été atteint de dysenterie à Panaitan.
Joseph Banks paiera une somme de 500 livres, couvrant le salaire, les textes et les dessins de Sydney Parkinson, à son frère, Stanfield Parkinson. Contrairement à son accord avec Banks, Stanfield tente, en vain, de faire publier le journal de voyage de Sydney avant que le compte-rendu officiel de James Cook ne soit paru.

#### Illustrations
Sydney Parkinson a laissé à la fois des aquarelles et des illustrations non achevées, au crayon. Ces dernières, au nombre de 674, ont parfois des indications sur les couleurs à ajouter. Après le décès de Parkinson et le retour de l'expédition en Angleterre, Joseph Banks fait travailler six artistes sur les illustrations non achevées au crayon de Parkinson pour en faire des aquarelles: Thomas Burgis, John Cleveley le Jeune (1747-1786), John Frederick Miller (1759-1796), James Miller et Frederick Polydore Nodder (1770-1800),. Banks fera également réaliser, entre 1771 et 1784, des gravures de chacune des 743 aquarelles par dix-huit graveurs. Daniel MacKenzie en a réalisé à lui seul environ 250.

## Hommages
Le naturaliste John Ellis a qualifié Sydney Parkinson d'« étoile de l'histoire naturelle ».
Le Puffin de Parkinson (Procellaria parkinsoni) est nommé en son honneur, et ce tant dans son nom scientifique que dans son nom vernaculaire. Une plante, découverte par Joseph Banks le 23 août 1770 sur l'île Booby au Queensland, a également été nommée en son honneur : Ficus parkinsonii.
La Poste australienne lui dédie un timbre en 1986.

## Iconographie
Quelques dessins de Sydney Parkinson :

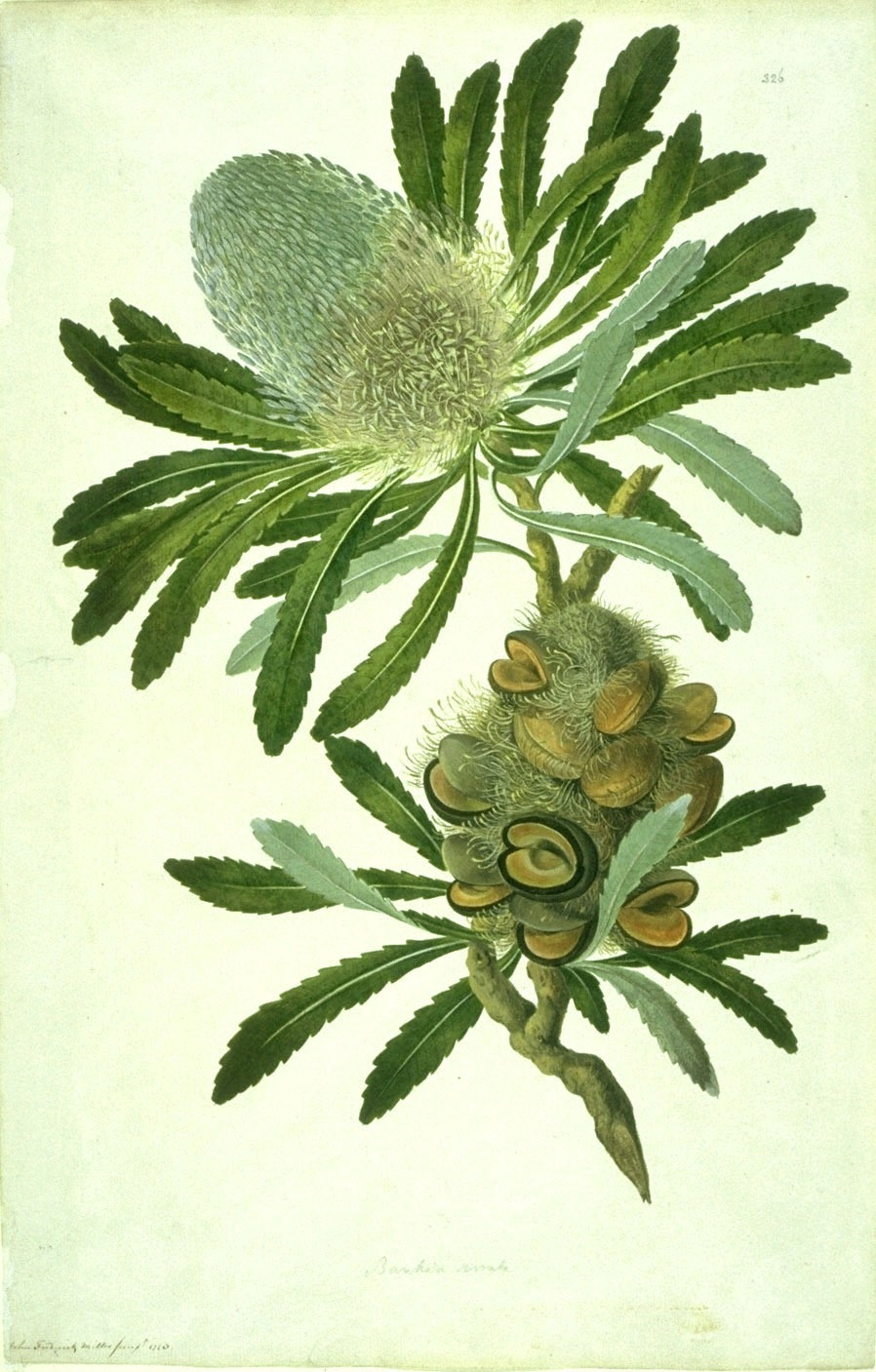
Banksia serrata
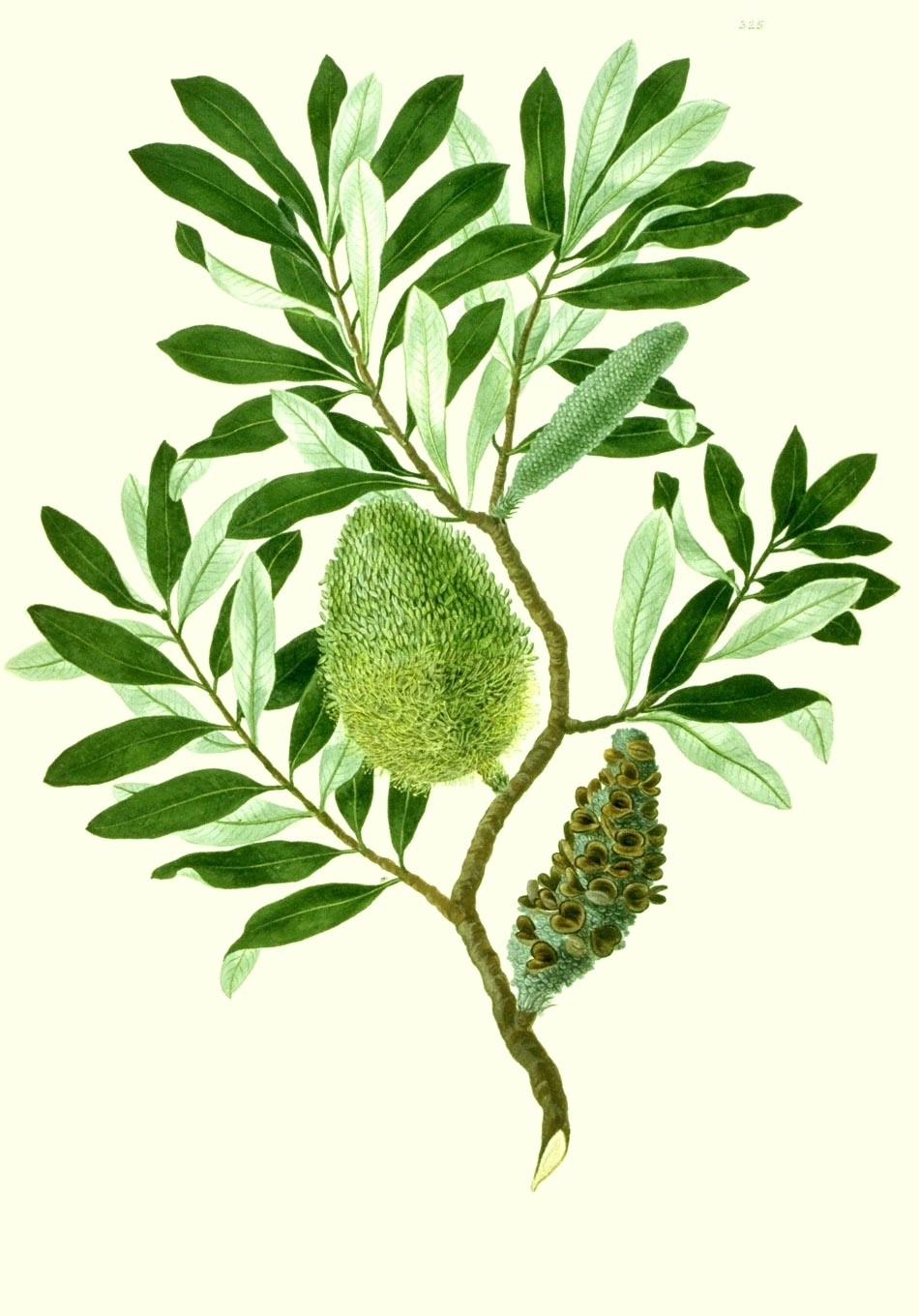
Banksia integrifolia
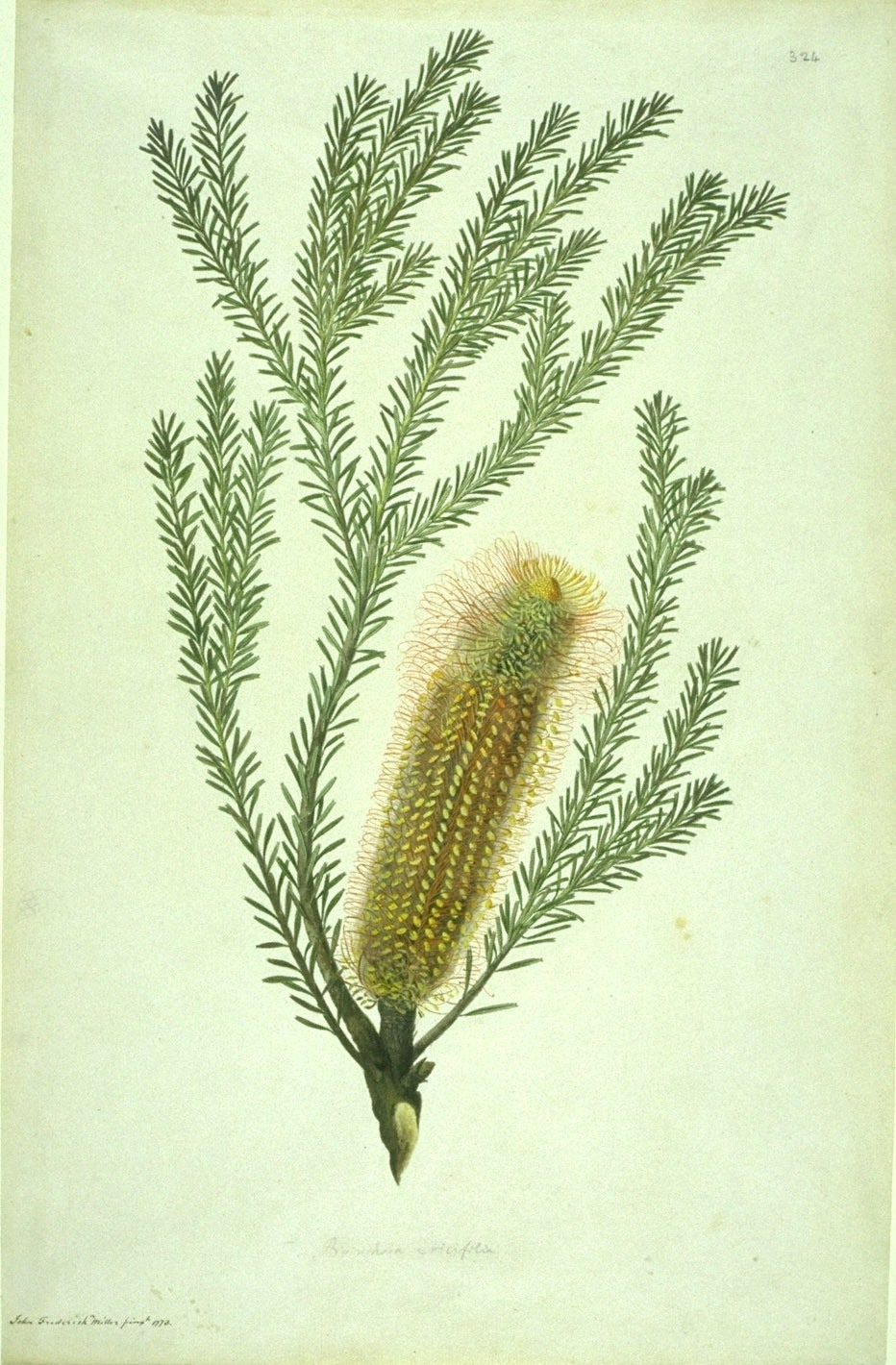
Banksia ericifolia
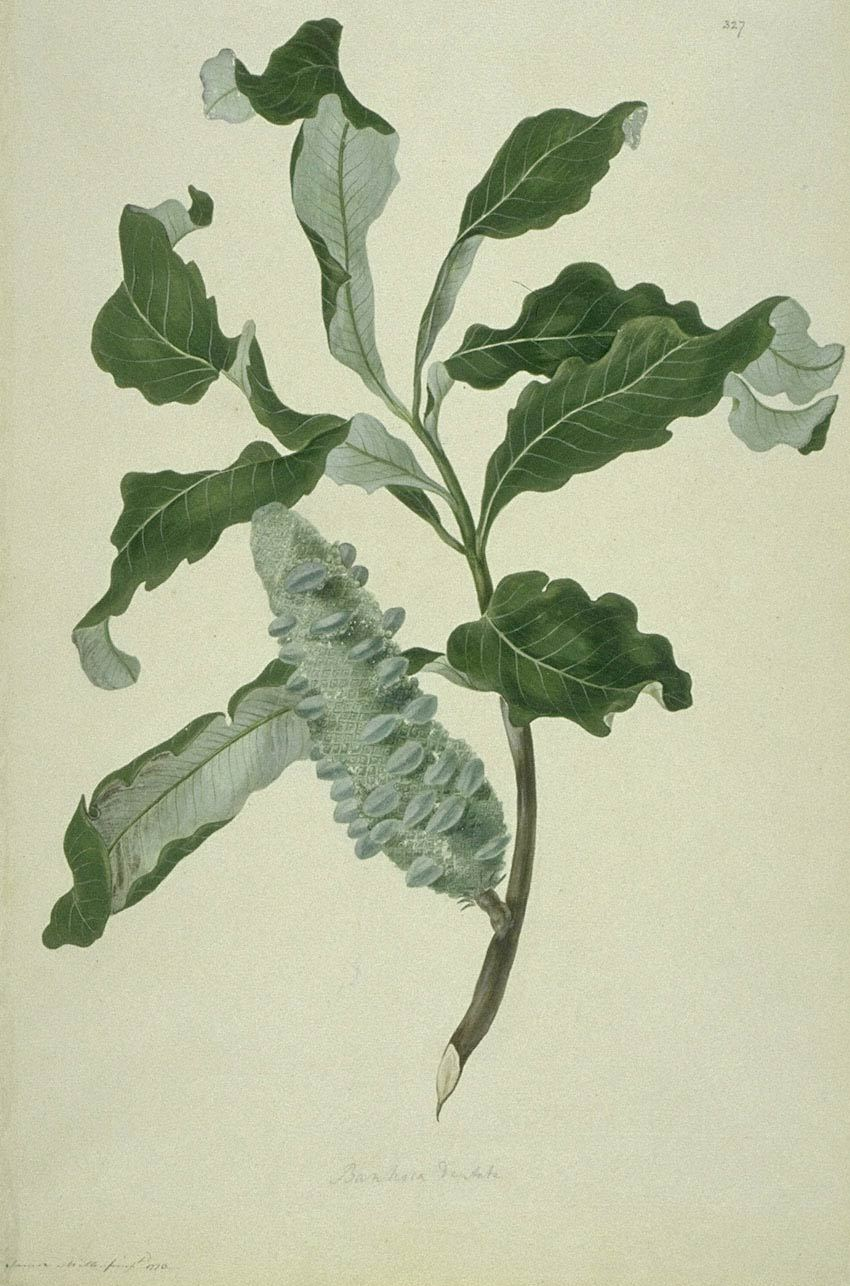
Banksia dentata
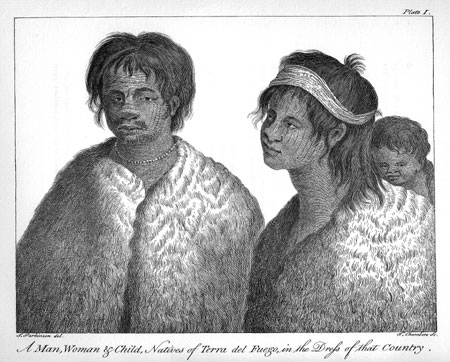
Habitants de la Terre de Feu
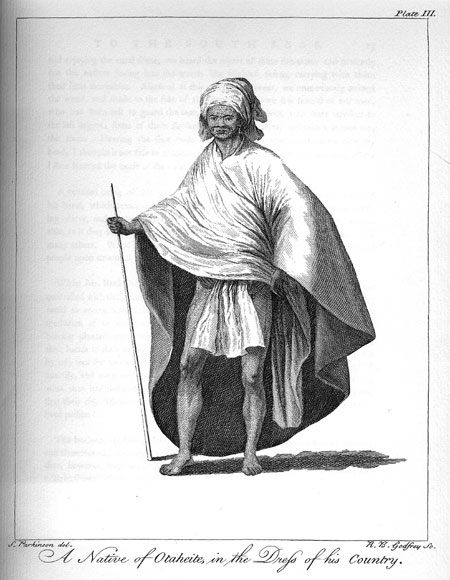
Habitants de Tahiti
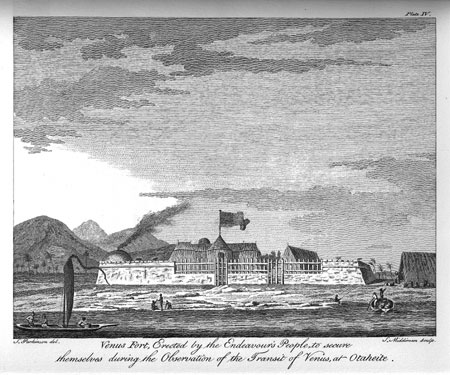
Fort vénus
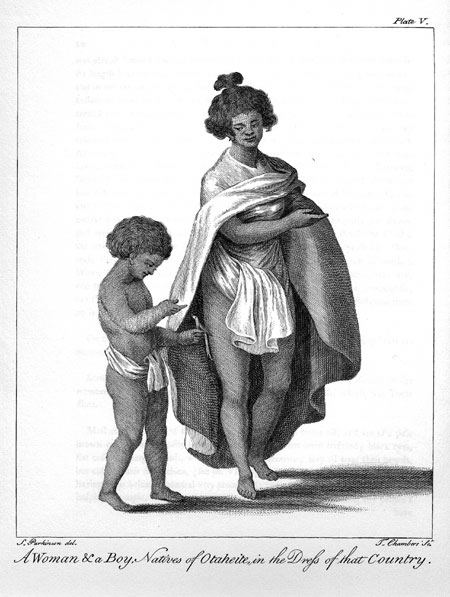
Une mère et son fils à Tahiti
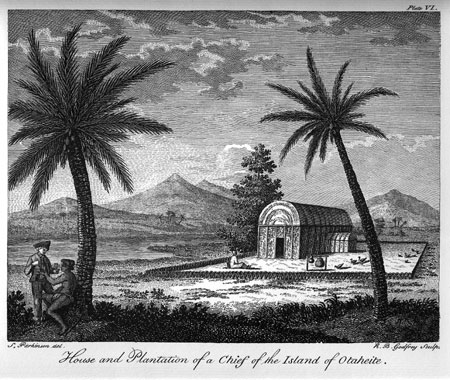
Maison d'un chef à Tahiti
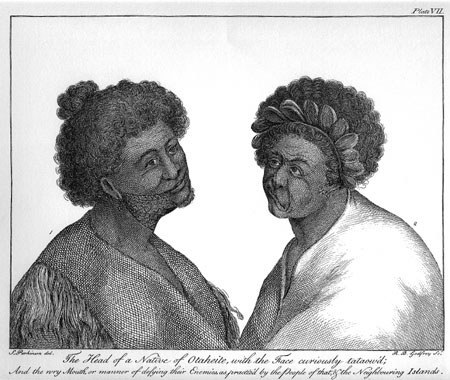
Figures d'indigènes tahitiens
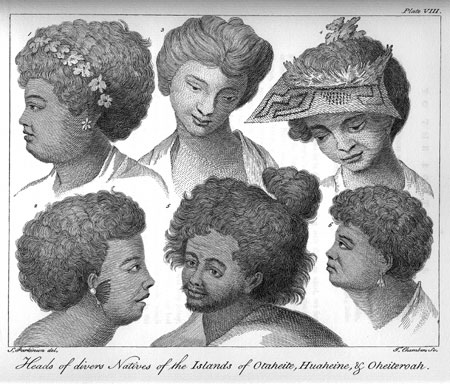
Figures d'indigènes des îles de la Société
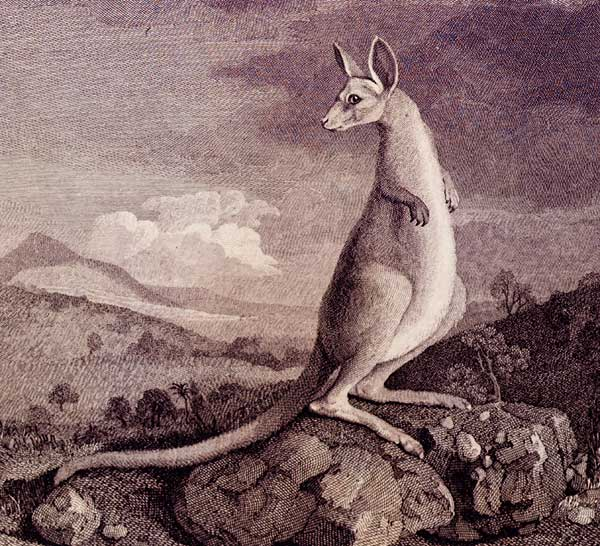
Kangourou près de la rivière Endeavour (nord Queensland, Australie), 1770
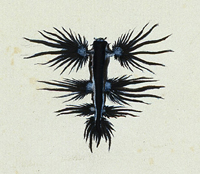
Glaucus atlantique, dragon bleu ou hirondelle de mer, 1777

## Publications
Le journal de Sydney Parkinson est publié par son frère Stanfield après son décès, en 1773,. Une deuxième édition augmentée parait en 1784.
Le grand Florilegium de son œuvre a finalement été publié en 1988 par Alecto Historical Editions en 35 volumes et a depuis été numérisé par le Musée d'Histoire naturelle de Londres.